# 오타와 엘름우드 여학교

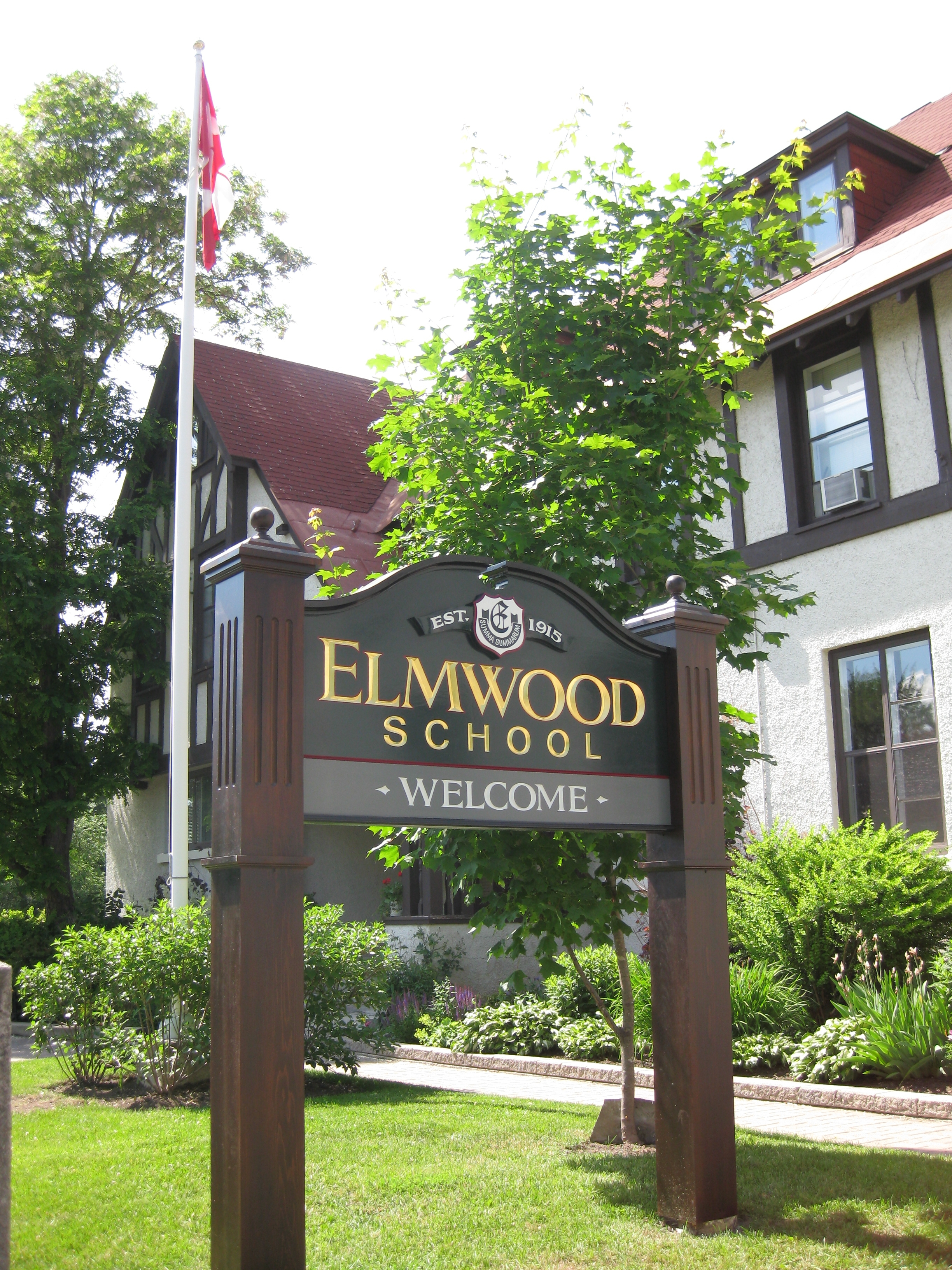

오타와 엘름우드 여학교(Ottawa Elmwood School)는 캐나다 온타리오 주 오타와에 있는 사립 여자 초중고등학교이다.